# Bombus avinoviellus
Bombus avinoviellus (saknar svenskt namn) är en insekt i överfamiljen bin (Apoidea) och släktet humlor (Bombus) som lever i Central- och Sydasien.

## Beskrivning
Huvudet är svart hos honorna (drottning och arbetare), även om vissa former kan ha pälsen på hjässan uppblandad med ljusare hår. Hanarna har vit eller gul päls på större delen av huvudet. Mellankroppen är gul eller gråvit, med ett svart band mellan vingfästena. Detta kan dock saknas helt hos drottningen; det förekommer också att bandet är mer eller mindre uppblandat med ljusare hår. Den främsta tergiten är gul eller gråvit i sin helhet; hos honorna är den följande tergiten vanligen gul (eller gråvit) framtill och i mitten, samt svart på sidorna. Hos arbetarna finns dock en form där båda tergit ett och två är gråvita, utan något svart på den andra. Hanarna har alltid de två främsta tergiterna ljusa (gula eller gråvita). De tre följande tergiterna hos honorna är orangeröda, och den stjätte, bakkroppsspetsen, svart. Hanarna har de två främsta tergiterna gråvita eller gula och resten orangeröda. 

## Ekologi
Bombus avinoviellus är en höghöjdssart, som förekommer på blomsterrika bergsängar mellan 1880 och 4080 m. Arten samlar nektar och pollen från växtfamiljer som ranunkelväxter (bland annat stormhattar), balsaminväxter, ärtväxter (exempelvis vitklöver), korgblommiga (tistlar) och kransblommiga växter, flenörtsväxter samt syrenväxter.

## Utbredning
Arten finns i Indien, Pakistan och Nepal, där den endast lever i ett tämligen begränsat område i Himalaya (funnen i Uttar Pradesh, Himachal Pradesh, Kashmir samt Nepal).